# Hypenopsis musalis
Schrankia musalis là một loài bướm đêm trong họ Erebidae.